# Igor Fjodorovič Letov
Igor Fjodorovič Letov (rusko Игорь Фёдорович Летов ali Егор Летов), ruski rock glasbenik in pesnik, * 10. september 1964, Omsk, † 19. februar 2008, Omsk.
Letov je eden od najbolj znanih ruskih predstavnikov sodobne glasbene zvrsti, punk rocka, oziroma natančneje sibirskega samomorilskega post punka. Igral je skupaj z Janko Djagilevno v skupini Graždanskaja Oborona. 